# Génocide transgenre
Le génocide transgenre (en anglais : transgender genocide ou trans genocide), et plus précisément génocide des personnes transgenres, est un terme forgé par les personnes transgenres, désignant les discriminations systémiques et les violences transphobes organisées au niveau étatique, y compris dans les pays occidentaux. Un éventuel génocide transgenre ne répond pas actuellement aux critères de génocide tels qu’établis par la Convention pour la prévention et la répression du crime de génocide car les groupes protégés par le traité ne sont que les groupes à caractère « national, ethnique, racial ou religieux », mais des militants LGBT veulent changer cela. 

## Reconnaissance de la transidentité
Alors que le sexe biologique (mâle, femelle, intersexe) désigne l'anatomie du système reproducteur d'une personne et les caractéristiques sexuelles secondaires, le genre fait référence au rôle social d'une personne (appelé de rôle de genre) en fonction de son sexe biologique, ou à définir son identité de genre, c'est-à-dire son propre genre en fonction de son ressenti (homme, femme, non binaire).
Dans l'histoire du monde, il n'y a pas de consensus universel sur la distinction entre le sexe biologique et le genre. En Occident, à partir de l'Antiquité tardive, la pensée majoritaire fut cisnormative. Les choses ont évolué à partir de la fin du XXe siècle, plusieurs pays dans le monde reconnaissant la diversité des identités de genres, faisant progressivement la distinction entre sexe et genre,. Jusqu'à la colonisation européenne de l'Amérique à partir du XVIe siècle, un troisième genre (telle que la bispiritualité) était accepté et reconnu par plusieurs groupes d'autochtones américains. Dans l'Arabie préislamique et dans les premières années du monde arabo-musulman, les mukhannithun étaient une catégorie d'hommes efféminés désirant changer de sexe. Leur intégration dans la société oscillait entre des vagues de persécutions et de paix, principalement parce que ces personnes étaient généralement musiciennes et chanteuses, activités suspectées de corrompre les bonnes mœurs,.
En raison de la colonialité du genre, énormément de pays ayant adopté la vision cisnormative et hétéronormative européenne persécutent les personnes LGBT.

## Réactions

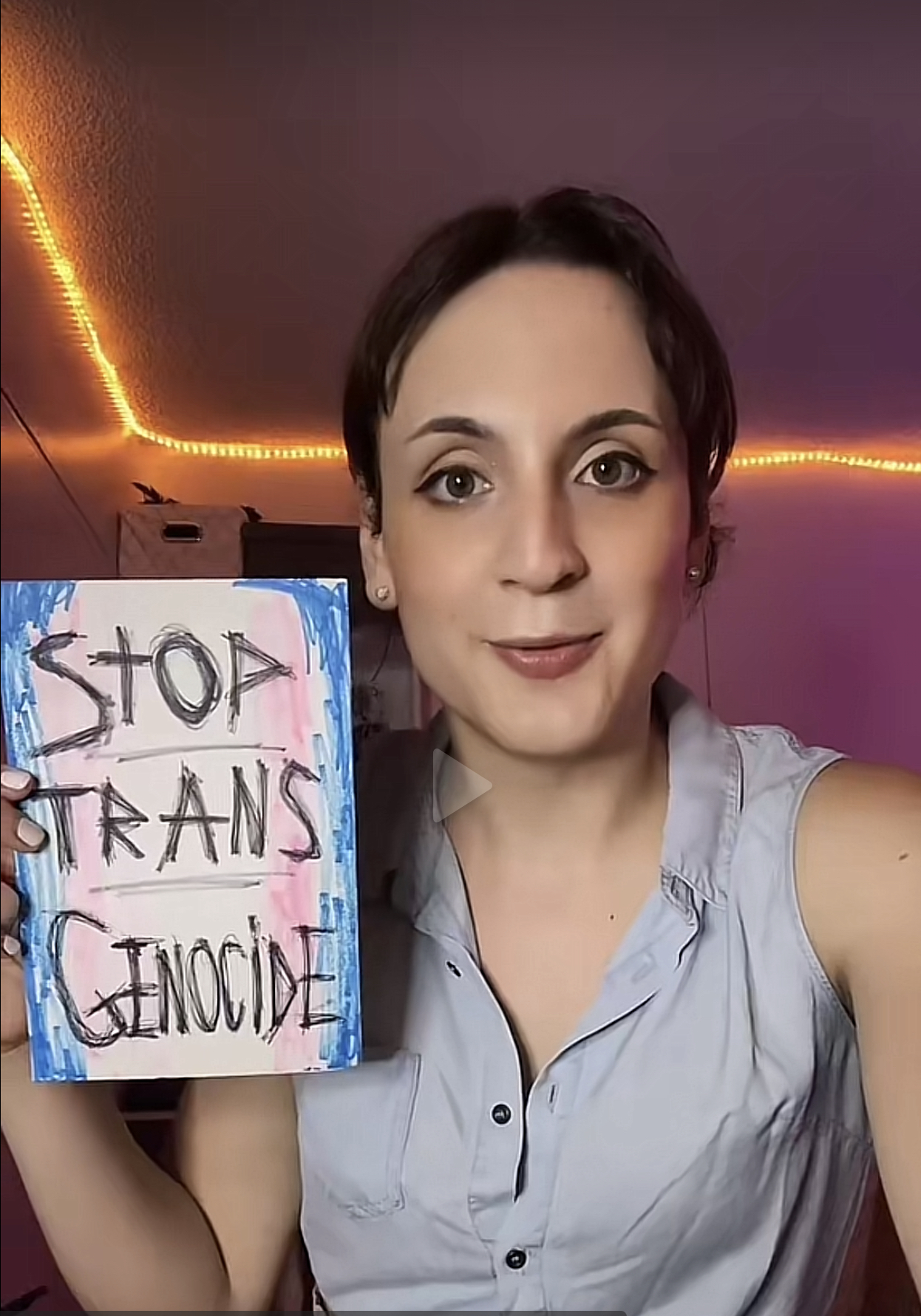
STOP TRANS GENOCIDE. Message de la militante @lucy.thinks.aloud dans une vidéo TikTok de juillet 2022.

### Milieux militants
Les militants LGBT et féministes[Lesquels ?] sont les premiers groupes à parler d'un « génocide transgenre », afin de décrire les discriminations et la violence auxquelles les personnes trans doivent faire face, au niveau national comme au niveau mondial,,.
Laura McQuade, présidente du Planned Parenthood de New York, a dénoncé les propositions de Donald Trump, durant sa première présidence, pour mettre fin à la reconnaissance légale des personnes trans au niveau fédéral comme pouvant conduire à un génocide.

### Droit international
Plusieurs spécialistes du droit désirent l'élargissement de la définition de génocide pour protéger les minorités de genre, faisant valoir que les discriminations, persécutions et violences institutionnalisées en raison du genre correspondent aux caractéristiques du génocide, tel que le terme est défini par la Convention pour la prévention et la répression du crime de génocide,,,. D'autres voix se sont élevées pour élargir la définition de crime contre l'humanité afin d'inclure les personnes transgenres, ainsi que pour la promotion et la préservation des droits des personnes trans et intersexes,, afin que les lois y portant atteinte soient reconnues comme « une violation des droits humains fondamentaux ».
Le Statut de Rome de la Cour pénale internationale, signé en 1998, inclut les condamnations pour persécutions fondées sur le « genre », mais il ne fait référence aux « hommes » et aux « femmes » que dans le sens mâle et femelles ; de fait, il va théoriquement exclure les personnes transgenres en cas de plaintes déposée à la Cour pénale internationale,,. Valerie Oosterveld attribue cette définition étroite à la pression exercée par plusieurs États arabes, le Saint-Siège et différentes organisations non gouvernementales.

### Recherche universitaire
Des spécialistes dans l'étude des génocides font remarquer que les lois discriminatoires et les violences envers les personnes transgenres restent largement tolérées par rapport aux autres minorités,. La « priorisation de certains groupes protégés par rapport à d'autres » est très critiquée, et ils pointent aussi que l'importante violence envers les femmes trans est dans une logique génocidaire, allant jusqu'à essayer de détruire leurs cadavres.
Il est possible que, dans les régions les plus transphobes, la recherche médicale puisse aboutir à une augmentation du génocide médical des personnes transgenres, et beaucoup de personnes interrogées pensent que les études génétiques pourrait amener à une forme d'eugénisme. La philosophe politique Anna Carastathis estime que la stérilisation obligatoire des personnes trans par de nombreux État, afin de finaliser la procédure légale, est déjà une pratique eugéniste et génocidaire, violant les droits reproductifs.

### Critique du terme
En 2015, Bernie Farber, expert en génocides et ancien président du Congrès juif canadien, reconnaît de « terribles crimes » envers les personnes trans, mais il conteste l'utilisation de « génocide », estimant que cela est le « kidnappage d'un terme ». Farber rejette que lesdits crimes peuvent entrer dans les caractéristiques du génocide, estimant qu'ils sont des crimes haineux comme ceux dont sont victimes les migrants.